# Bleiburg
Bleiburg (slovenska: Pliberk) är en stadskommun i förbundslandet Kärnten i Österrike. Staden ligger omkring fyra kilometer från gränsen mot Slovenien i distriktet Völkermarkt. Bleiburg har 789 invånare (2024).
År 1945 ägde den så kallade Bleiburgmassakern rum i staden.
Sedan år 2010 har staden två officiella namn, Bleiburg (tyska) och Pliberk (slovenska). Detta fastslogs av högsta domstolen i Österrike efter en lång namnkonflikt, där Jörg Haider motsatt sig det slovenska stadsnamnet.

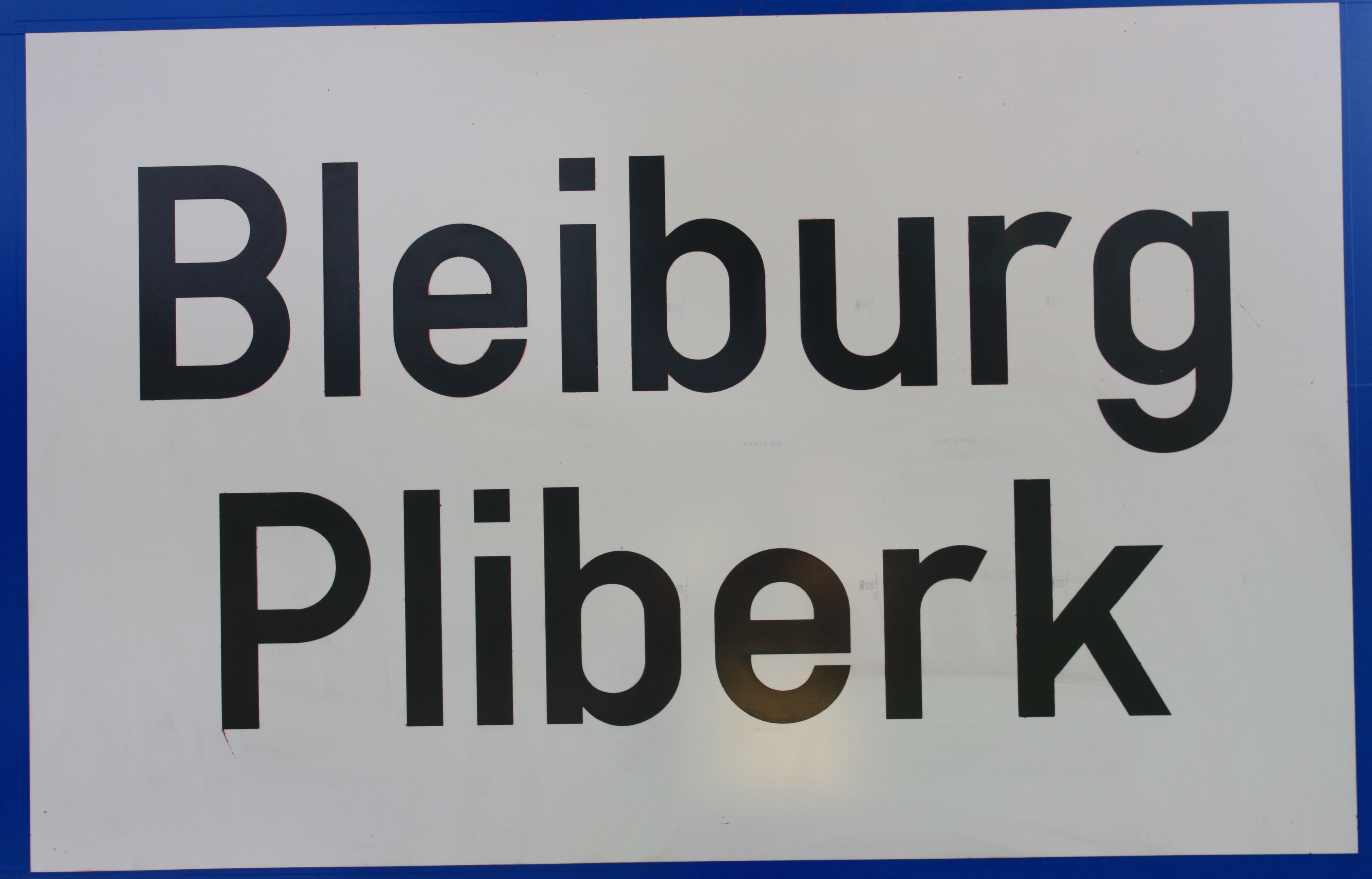
Staden har sedan år 2010 två officiella namn.

## Orter
Kommunen består av 23 orter (Ortschaften) (inom parentes invånarantal 1 januari 2024):

- Aich (146)
- Bleiburg (1 331)
- Dobrowa (19)
- Draurain (8)
- Ebersdorf (574)
- Einersdorf (278)
- Grablach (31)
- Kömmel (61)
- Kömmelgupf (16)
- Loibach (387)
- Lokowitzen (5)
- Moos (160)
- Replach (63)
- Rinkenberg (272)
- Rinkolach (91)
- Ruttach (38)
- St. Georgen (35)
- St. Margarethen (65)
- Schattenberg (18)
- Schilterndorf (136)
- Weißenstein (23)
- Wiederndorf (167)
- Woroujach (65)